# Flaccia pyrrhoneura
Flaccia pyrrhoneura är en insektsart som beskrevs av Ronald Gordon Fennah 1950. Flaccia pyrrhoneura ingår i släktet Flaccia och familjen Derbidae. Inga underarter finns listade i Catalogue of Life.